# Pauropsylla angolensis
Pauropsylla angolensis är en insektsart som beskrevs av Jennifer L. Hollis 1984. Pauropsylla angolensis ingår i släktet Pauropsylla och familjen spetsbladloppor.
Artens utbredningsområde är Angola. Inga underarter finns listade i Catalogue of Life.